# الیکایی جنگلی گوشه‌گیر
الیکایی جنگلی گوشه‌گیر (نام علمی: Henicorhina anachoreta) نام یک گونه از سرده الیکایی‌های درختی است.